# لی یو یونگ
لی یو یونگ (کره‌ای: 이유영؛ زادهٔ ۸ دسامبر ۱۹۸۹) بازیگر اهل کره جنوبی است. او در فیلم اواخر بهار (۲۰۱۴) بازیگری خود را آغاز کرد که برای آن برندهٔ جایزهٔ بهترین بازیگر نقش اول زن در چهاردهمین جشنواره فیلم میلان شد و او را به اولین کره‌ای تبدیل کرد که این افتخار را دریافت می‌کند.

## فیلم‌شناسی

### فیلم
| سال  | عنوان                       | نقش                    | توضیحات       |
| ---- | --------------------------- | ---------------------- | ------------- |
| ۲۰۱۲ | گل‌ها پژمرده نمی‌شوند، اما... | سو-یونگ                | فیلم کوتاه    |
| ۲۰۱۳ | مردان                       |                        | فیلم کوتاه    |
| ۲۰۱۳ | قایم‌موشک                    | کارمند پاره‌وقت کافه    | بیت پارت      |
| ۲۰۱۴ | تاریخ ناهار                 |                        | فیلم کوتاه    |
| ۲۰۱۴ | اواخر بهار                  | لی مین-کیونگ           |               |
| ۲۰۱۵ | خائن                        | سول‌جونگ‌مه              | [ ۵ ] [ ۶ ]   |
| ۲۰۱۵ | شهود کشنده                  | شی-اون                 | [ ۷ ]         |
| ۲۰۱۵ | یک پرندهٔ تنها               |                        | فیلم کوتاه    |
| ۲۰۱۶ | مستر کوپر                   | این-ئه                 | فیلم کوتاه    |
| ۲۰۱۶ | خودت و مال تو               | مین-جونگ               | [ ۱۰ ]        |
| ۲۰۱۸ | عروسک خیمه‌شب‌بازی            | هان سو-رین             | [ ۱۱ ] [ ۱۲ ] |
| ۲۰۱۸ | علف                         |                        | حضور ویژه     |
| ۲۰۱۸ | هراستوری                    | ریو سون-یونگ           | حضور ویژه     |
| ۲۰۱۸ | سول میت                     | هیون-جی                | [ ۱۵ ]        |
| ۲۰۱۹ | من خانه هستم                | اون-سو                 | [ ۱۶ ]        |
| ۲۰۲۰ | دیوا                        | سو-جین                 | [ ۱۶ ]        |
| ۲۰۲۱ | شاید                        | جونگ-وون (همسایهٔ هیون) | [ ۱۷ ] [ ۱۸ ] |